# Malmö Aviation
Malmö Aviation fue una aerolínea regional con sede en Malmö, Suecia. Operaba vuelos regulares entre distintos aeropuertos en Suecia, así como también realizaba vuelos internacionales a Francia y Bélgica. Su principal base era el Aeropuerto de Malmö, disponiendo también de hub en el Aeropuerto de Estocolmo-Bromma y el Aeropuerto de Gotemburgo-Landvetter.

## Historia
Malmö Aviation se vendió a CityAir Scandinavia el 11 de febrero de 1992. De esta adquisición se formó una nueva compañía denominada Malmö Aviation Schedule el 16 de abril de 1993. En el año 1998, Braathens se hizo con el control de la compañía, y a comienzos de 1999 se integró Braathens Sweden (anteriormente conocida como Transwede) dentro de Malmö Aviation. En diciembre de 2001 se convirtió en una aerolínea independiente. Esto fue debido a la adquisición de Braathens por parte de Scandinavian Airlines (SAS) en la cual Malmö Aviation, por razones legales, no se pudo incluir.

## Flota Histórica
La aerolínea durante su existencia operó las siguientes aeronaves: